# Piong
Piong is een bestuurslaag in het regentschap Bima van de provincie West-Nusa Tenggara, Indonesië. Piong telt 1815 inwoners (volkstelling 2010).